# Okoubaka michelsonii
Okoubaka michelsonii är en sandelträdsväxtart som beskrevs av J. Leonard & Troupin. Okoubaka michelsonii ingår i släktet Okoubaka och familjen sandelträdsväxter. Inga underarter finns listade i Catalogue of Life.